# Viminal
El Viminal (en llatí: Viminalis Collis en italià: Viminale) és el més petit dels set turons de Roma, situat entre el Quirinal al nord-oest i l'Esquilí al sud-est.

## Descripció
El turó s'estén cap a l'est i s'uneix a l'Esquilí, del que el separa la vall travessada pel vicus Patricius i del Quirinal també una altra depressió. Té uns 700 metres de llargada i una alçada de 56 metres.

## Origen del nom
El nom del turó deriva del llatí vimen (en plural vimina), que significa 'vímet', per la presència de vimeteres (Salix viminalis) als seus vessants.

## Història
Originàriament, el turó no formava part dels Septem Montes. Té un relleu diferent del conjunt, on el Palatí n'és el centre i que configura el nucli de la ciutat de la Roma primitiva. El turó estava habitat per un poble que encara era independent al segle viii aC, i els seus habitants, els Vimi(ni)tellarii, estan inclosos a la llista de trenta pobles llatins que tenien dret d'assistir a les Festes llatines d'Alba Longa. Segons Titus Livi, el turó només va formar part de la ciutat de Roma a partir del segle vi aC quan es va integrar al recinte que va marcar el rei Servi Tul·li.
A la distribució en catorze regions que va fer August de la ciutat de Roma, el Viminal va quedar inclòs a la Regio VI: Alta Semita. Aquest turó, el menys important dels set turons de Roma, conté pocs monuments però l'emperador Dioclecià hi va fer construir els banys termals més grans de Roma.
A principis del segle xx es va construir el Palau del Viminal (Palazzo del Viminale), seu del Ministeri de l'Interior italià des de 1925, el Teatre de l'Òpera i l'estació central de ferrocarrils de Termini.